# Люди прогресса
«Люди прогресса» (англ. Men of Progress) — групповой портрет кисти американского художника Кристиана Шусселе.
На полотне, выполненном маслом по холсту, изображены девятнадцать американских изобретателей и новаторов. Хотя все изображённые персоны на момент начала работы над картиной были живы, они никогда не встречались как группа и были написаны на основе их существующих индивидуальных портретов.
На картине изображены: врач Уильям Мортон, строитель Джеймс Богард, оружейник Сэмюэл Кольт, изобретатель Сайрус Маккормик, фотограф Джозеф Сэкстон, изобретатель Чарльз Гудьир, изобретатель Питер Купер, изобретатель Джордан Мотт, физик Джозеф Генри, изобретатель Элифалет Нотт, изобретатель Джон Эрикссон, изобретатель Фредерик Сикелс, изобретатель Сэмюэл Морзе, инженер Генри Бёрден, изобретатель Ричард Хоу, изобретатель Эрастус Бригам Бигелоу, изобретатель Исайя Дженнингс, изобретатель Томас Бланшар, механик Элиас Хоу.
Вокруг изобретателей изображены некоторые из их изобретений: револьвер, модель молотилки на конной тяге, электрический телеграф, швейная машинка и прочее. 
На заднем плане картины изображён висящий на стене портрет Бенджамина Франклина — естествоиспытателя XVIII в., сыгравшего ключевую роль в становлении американской государственности.
Работа создана в честь изобретателей, олицетворяющих американские инновации. Картина была начата Кристианом Шусселе в 1857 году и завершена пятью годами позже.